# عبلة الخوري
عبلة الخوري (1919 - 1992)، ،هي أول مذيعة في العالم العربي في تاريخ الإذاعة. مذيعة وكاتبة لبنانية.
المذيعة الأبرز في دمشق ولبنان التي سطرت حضوراً آسراً في الاعلام ويمكن اعتبارها الأكثر تميزاً والتي يذكرها بتقدير كبير من رافق عملها الاذاعي في الخمسينات والستينات من القرن الماضي.
ولدت في بلدة الكفير (حاصبيا) عام 1919 ومن الكفير انطلقت عبلا الخوري إلى مرجعيون للدراسة، إلى دمشق لتقترن من الموظف في الدولة خليل الأسعد فتقيم معه في القنيطرة، ثم في اللاذقية، ثم تعود إلى دمشق حيث توفي زوجها، فكانت مناسبة لأن تتقدم من الإذاعة في دمشق بعد ان قرأت اعلاناً في الأذاعة يقول انها تطلب مذيعين، ومذيعات، وهذا يتم لأول مرة في تاريخ سوريا.
عملت في الإذاعة السورية وفي إذاعة الشرق الأدنى، وأمضت سنوات طويلة في الإذاعة اللبنانية رافقت خلالها الحياة الأدبية والثقافية، كما عملت في القسم العربي بالإذاعة البريطانية.
وكانت أول مذيعة في إذاعة دمشق والعالم العربي حيث إعتلت منبر إذاعة دمشق عام 1949م. وأول صوت نسائي خرج من استديوهاتها، وبعد تسع سنوات من العمل في الإذاعة السورية، انتقلت عبلة الخوري إلى إذاعة لبنان في بيروت، وعملت فيها على مدى سبعة وعشرين عاماً، تلتها فترة قصيرة من العمل في إذاعة لندن.
وبعد هذا المشوار المهني الطويل، عادت عبلة الخوري إلى البيت الأبوي في بلدة الكفير. وهو البيت الذي سبق وانطلق منه عمها فارس بيك الخوري ليصبح رئيساً للوزراء في سورية لحقبة من الزمن. وفي البيت نفسه توفت عام 1992م تاركة لنا أرث نعتز به في وادي التيم ولبنان ألا وهو فخرنا أن منطقتنا أعطت أول مذيعة على الإذاعات في العالم العربي.
وهي ابنة أخ فارس الخوري رئيس الوزراء الأسبق وشقيقة سامي الخوري أحد أبرز القياديين في احزب القومي السوري انذاك

## وفاتها
توفيت يوم 13 نوفمبر 1992 شيعت عبلا خوري إلى مثواها الأخير في بلدتها الكفير. «شيعت في موكب مهيب أول مذيعة في الدول العربية، الاديبة عبلة الخوري بحضور المطران الياس نجم وعضو مجلس إدارة تلفزيون لبنان الدكتور نسيم الخوري واعلاميين وشخصيات سياسية واجتماعية.» بعد القداس والجناز في كنيسة القديس جارجيوس في الكفير ألقى المطران نجم عظة قال فيها: نحن واياكم نشيع هذه الاديبة الراحلة التي عرفت بالذكاء وبالمعرفة والحكمة وبالادب والصحافة، نشأت في بيت كريم عريق كلكم تعرفونه عرف بالوطنية والعروبة الصحيحة الحقة.

## من مؤلفاتها
- كتاب: فائزون بجائزة نوبيل للآداب[5]